# Асаф Хол
Асаф Хал (на английски: Asaph Hall) е американски астроном, известен с откриването на двата естествени спътника на Марс – Фобос и Деймос през 1877 г. С изследванията си, успява да определи орбитите на естествените спътници на други планети и двойни звезди, въртенето на Сатурн и масата на Марс.

## Биография
Роден е на 15 октомври 1829 година в Гошен, щата Кънектикът, в семейството на Асаф Хол II (1800 – 1842), часовникар, и Хана Палмър (1804 – 1880). Баща му умира, когато той е 13-годишен, като оставя семейството във финансово затруднение. Хол напуска училище и става чирак на дърводелец. По-късно се записва в Сентрал колидж в Ню Йорк, където учи математика. Взима уроци по геометрия и немски език от Анджелина Стикни, за която се жени през 1856 година. Двамата имат четири деца.
През 1856 г. започва работа в Харвардската обсерватория в Кеймбридж, Масачузетс. Асаф Хал става асистент-астроном в Американската военноморска обсерватория във Вашингтон през 1862 г. и след една година става професор.
Умира на 22 ноември 1907 година в Анаполис, Мериленд, на 78-годишна възраст.